# Leptoseris tenuis
Leptoseris tenuis är en korallart som beskrevs av van der Horst 1921. Leptoseris tenuis ingår i släktet Leptoseris och familjen Agariciidae. Inga underarter finns listade i Catalogue of Life.